# گالیا بلجیکا (استان رومی)
گالیا بلجیکا (به لاتین: Gallia Belgica) یک استان رومی بود که در کشورهای امروزین هلند جنوبی، بلژیک، لوکزامبورگ، فرانسه شمال‌شرقی، و آلمان غربی واقع بود. ساکنین اصلی بلجیکا ترکیبی از قبایل سلتی و ژرمن بودند که از سوی رومیان با نام بلژها شناخته می‌شدند. بر طبق آنچه در کتاب خاطراتی در باب جنگ گالی اثر ژولیوس سزار آمده، مرزهای میان خودِ گالیا با گالیا بلجیکا رودهای مارن و سن بوده در حالی‌که مرز میان گالیا با ژرمانیا رود راین بود. منطقه‌ای که قوم هلوتی‌ها می‌زیستند نیز بخشی از گالیا بلجیکا شد.